# خالد المنيف
خالد بن صالح بن إبراهيم المنيف كاتب ومؤلف سعودي لهُ مؤلفات في علم النفس وتطوير الذات، ولد عام 1975م. يكتب أسبوعياً في جريدة الجزيرة، ويشرف على صفحة (جدد حياتك) فيها، وصدرت له العديد من المؤلفات في تنمية الشخصية وتطوير الذات من بينها كتاب (افتح النافذة ثمة ضوء)، وكتاب (المرحلة الملكية).

## التعليم
- شهادة البكالوريوس - كلية الشريعة - تخصص شريعة إسلامية.
- شهادة البكالوريوس في العلوم الإدارية - تخصص محاسبة.
- حاصل على ماجستير في إدارة الأعمال - إدارة الموارد البشرية.[4]

## المؤلفات
- (افتح النافذة ثمة ضوء).[5]
- (لون حياتك).[1]
- (موعد مع الحياة 1).[6]
- (شلالات من ورد).[7]
- (أنت الربيع فأي شيء إذا ذبلت).[8]
- (موعد مع الحياة 2).
- (ولدت لتفوز).[9]
- (أفكار تحيا بها).[10]
- (على ضفاف الفرح).[11]
- (ذوقيات).[12]
- (صباحك ابتسامة).[13]
- (دكان السعادة).[14]
- (المرحلة الملكية).[15]
- (مختارات خالد).[16]
- (كبّر دماغك).[17]